# Pratia concolor
Pratia concolor là một loài thực vật trong họ Hoa chuông, thường xuất hiện ở Úc.